# انتخاب (فیلم ۱۳۸۳)
انتخاب نام فیلمی به کارگردانی تورج منصوری است. این فیلم محصول کشور ایران و تولید سال ۱۳۸۳ می‌باشد.

## خلاصه داستان
هوشنگ فرنوش مدیر یک آژانس مسافربری قصد دارد با فرستادن ریما به خارج از کشور با منشی اش سودابه زندگی تازه‌ای آغاز کند. ریما که مهندس کامپیوتر است برادری به نام رهی دارد که همه وقتش را با دوستش کیان پای کامپیوتر می‌گذارند. هوشنگ از ریما می‌خواهد که بین سفر به خارج و یک ازدواج تحمیلی، یکی را انتخاب کند. ریما که در جریان خواستگاری دوستش لادن متوجه روابط غلط و کهنه زناشویی در ازدواج‌ها شده تصمیم می‌گیرد خودش مرد آینده اش را انتخاب کند. با استفاده از اینترنت و با همکاری دوستانش لادن و شهره، ریما به دنبال مرد مناسبی برای ازدواج می‌گردد. نتیجه جست و جو مطابق میل ریما نیست. به پیشنهاد رهی، سودابه نیز به عنوان بزرگتر در جست و جوی آن‌ها شرکت می‌کند. همراهی سودابه با ریما، روابط سرد عاطفی این دو نفر را بهبود می‌بخشد. سودابه ریما را که از جست و جو خسته شده، برای ملاقات با یک مرد دیگر امیدوار می‌کند. او کیان دوست رها است که در تمام دوران جست و جوی ریما، ایمیل‌های عاشقانه برای او فرستاده است. ریما با کیان ازدواج می‌کند. هوشنگ با سودابه زندگی می‌کند و رهی به درخواست عاشقانه لادن پاسخ مثبت می‌دهد.

## بازیگران
| بازیگر          | نقش         |
| --------------- | ----------- |
| ماهایا پطروسیان | ریما فرنوش  |
| فتحعلی اویسی    | هوشنگ فرنوش |
| مهران غفوریان   | رهی فرنوش   |
| داوود ناقور     | کیان        |
| نگین صدق‌گویا    | شهره        |
| مهشاد مخبری     | لادن        |
| آناهیتا نعمتی   | سودابه      |
| حسن رضیانی      |             |
| مجتبی جمشیدی    |             |
| برزو ارجمند     |             |
| عارف لرستانی    |             |
| امیر غفارمنش    |             |